# Копа (река)
Копа́ (каз. Қопа) — река в Жамбылском районе Алматинской области Казахстана, левый приток реки Аксенгир. Некоторые источники рассматривают Копу как левый приток Курты, в этом случае Аксенгир является её правым притоком.

## Гидрологическая характеристика
Длина реки равна 163 км, площадь бассейна — 6940 км². Среднегодовой расход воды составляет 1,01 м³/с.
Питание Копы снеговое, в дополнение к осадкам поступают также подземные воды (в бассейне имеются родники). Вода Копы в низовьях считается солёной.
Ширина реки в среднем течении составляет 7 м, глубина — 0,1 м, грунт дна — песчаный.
Русло Копы образует обрывы высотой 0,8—1,5 м. По левому берегу простирается луговая пойма, ширина которой составляет 40 м.

## Течение реки
Копа берёт начало на отрогах горных хребтов Жетыколь и Кендыктас (Кендыктау), между которыми затем пролегает её долина. Образуемая рекой долина (также носит название Копа) полога и переходит в окружающую невысоко всхолмлённую местность. Исток реки лежит близ станции Бель Туркестанско-Сибирской магистрали (к востоку от неё), на высоте около 1015 м. От истока пролегает в общем юго-восточном направлении до станции Отар.
В районе урочища Копа слиянием многочисленных пересыхающих водотоков образуется единое русло со временным, а затем (южнее станции Жайляу) постоянным водотоком, проходящее в общем северо-восточном направлении.
Вдоль Копы имеются пастбища, прибрежные луга и солончаки (в низовьях).
В районе урочища Москопа река пересекается с Турксибом, для железной дороги возведён мост. Ниже пересечения подходит слева к реке Аксенгир, сливаясь с ней на высоте около 595 м. Ряд источников считает Копу притоком реки Аксенгир, однако в КНЭ участок после слияния с Аксенгиром (длиной 7 км) также относится к Копе, и она рассматривается в качестве притока Курты.

## Бассейн Копы
Копа обладает водосборным бассейном значительной площади. Однако её многочисленные притоки, в основном, являются сезонными, впадая лишь в весенний период и пересыхая летом. В бассейне также имеются родники, однако они подпитывают реку в незначительной степени.

## Хозяйственное использование
Воды Копы используются для полива посевов и садов. Прорыт небольшой канал, отходящий от реки.
Имеются свидетельства, что ещё в XVIII—XIX веках бассейн был хорошо обводнён. Здесь обнаружены разнообразные ирригационные сооружения прошлого: остатки плотины и ирригационных систем, водозаборники, водораспределители, а также следы полей (близ железнодорожных станций Курдай, Арнахай и др.).